# Dil Chahta Hai
Pour plus de détails, voir Fiche technique et Distribution.
Dil Chahta Hai (दिल चाहता है, littéralement « le cœur désire ») est un film indien réalisé par Farhan Akhtar en 2001.

## Synopsis
Dil Chahta Hai raconte l’histoire de trois jeunes hommes, Akash (Aamir Khan), Sameer (Saif Ali Khan) et Sid (Akshaye Khanna), de leur amitié et de leurs relations amoureuses. Akash est un coureur de jupons, il ne croit pas en l’amour. Sameer est un sentimental, il tombe amoureux de toutes les filles qu’il rencontre et espère se marier avec la fille qui sera amoureuse de lui. Sid, un peintre, est le plus mûr et le plus sensible des trois. Il est aussi le confident des deux autres. Ils vont rencontrer trois jeunes femmes qui vont changer leur vie : Shalini (Preity Zinta), Pooja (Sonali Kulkarni) et Tara Jaiswal (Dimple Kapadia).
Bien que filmé de manière presque Hollywoodienne, ce film est totalement Bollywoodien par les thèmes traités.

## Fiche technique
- Titre : Dil Chahta Hai
- Titre original : दिल चाहता है
- Titre anglais : Do Your Thing
- Langue originale : Hindi
- Réalisation : Farhan Akhtar
- Scénario : Farhan Akhtar, codéveloppé avec Kassim Jagmagia
- Pays :  Inde
- Année : 2001
- Photographie : Ravi K. Chandran
- Direction artistique : Suzanne Caplan Merwanji
- Musique : Shankar–Ehsaan–Loy (en)
- Dialogues : Javed Akhtar
- Chorégraphie : Farah Khan
- Producteur : Ritesh Sidhwani
- Durée : 185 min

## Distribution
```
* 
Aamir Khan
 : Akash Malhotra
```

- Saif Ali Khan : Sameer
- Akshaye Khanna : Siddharth Sinha
- Preity Zinta : Shalini
- Sonali Kulkarni : Pooja
- Dimple Kapadia : Tara Jaiswal
- Samantha Tremayne : Deepa
- Ayub Khan : Rohit
- Rajat Kapoor : Mahesh (l’oncle de Shalini)

## Musique
Ce film comporte 6 chansons. Les paroles sont de Javed Akhtar, le père du réalisateur.
- Koi Hahe, Kehta Rahe - Shankar Mahadevan, Shaan, Kay Kay
- Jaane Kyon - Udit Narayan, Alka Yagnik
- Kaisi Hai Yeh Rui - Srinivas
- Woh Ladki Hai Kahan - Shaan, Kavita Subramanium
- Tanhayee - Sonu Nigam
- Dil Chahta Hai - Shankar Mahadevan

(fr) traduction de Tanhayee sur Fantastikindia

## Récompenses
- Filmfare Awards 2002 : Sept récompenses dont « Meilleur film (critiques) » et « Meilleur scénario »